# Manuel Folguera i Duran
Manuel Folguera i Duran   (Sabadell, 2 de maig de 1867 - Barcelona, 6 de setembre de 1951) fou un polític català, enginyer de professió, i pare de Joaquim Folguera i Poal.

## Biografia
Passà la infància a Alcoi, entre 1870 il 1877. Orfe als deu anys retornà Catalunya. Cursà el batxillerat a l'Escola Pia de Sant Antoni a Barcelona i estudià a l'Escola d'Enginyers Industrials de Barcelona. Es vinculà al moviment catalanista i va fer amistat amb Sebastià Farnès i Ferran Agullò i connectà amb el nucli de La Renaixença. Col·laborà, des del 1885, en el setmanari L'Arc de Sant Martí dirigit per Josep Narcís Roca. També participà a les revistes Renaixement, Ofrena, Calendari Català de Manresa, Nosaltres Sols! i La República de les Lletres de València.
El 1886, amb 19 anys, fou un dels fundadors del Centre Escolar Catalanista, en el si del Centre Català, que aplegava joves estudiants, junt amb Enric Prat de la Riba, Francesc Cambó, Narcís Verdaguer i Callís, Lluís Duran i Ventosa, Jaume Carner o Josep Puig i Cadafalch. Amb Martí Roger com a primer president.
El 1886, Manuel Folguera va fundar el Centre Català de Sabadell. On va ser un dels impulsors del periòdic sabadellenc Lo Catalanista (1887 - 1902). Fou elegit president de la Unió Catalanista en l'Assemblea de 1901.
Com a professional, va treballar a la fàbrica de velluts i panes a la Colònia Güell de Santa Coloma de Cervelló, on va néixer el seu fill.
El 1909 esdevingué diputat a la Diputació de Barcelona on presentà un primer projecte de Mancomunitat de Catalunya, essencial per a l'aprovació final d'aquesta nova institució.
El 1912 Manuel Folguera fou elegit president de l'Associació Protectora de l'Ensenyança Catalana, fet que significà un element decisiu per al rellançament i expansió de l'entitat. Aquesta presidència va canviar d'orientació de l'entitat i la portà a ser una de les entitats més rellevants del país. Amb una decidida acció per a la catalanització de l'escola a Catalunya. Folguera, tret d'un breu període, va ser president de l'entitat fins 1936. A l'inici del seu mandat la Protectora tenia 119 socis. Al cap de quatre anys ja eren 2.000 i durant la Dictadura eren més de 5.000.
El 1920 no aconseguí ser elegit diputat a les Corts espanyoles. L'any abans havia mort el seu fill únic, de 25 anys, el poeta Joaquim Folguera i Poal. El 1923 Manuel Falguera, sense èxit, es presentà per Acció Catalana a les eleccions a la Mancomunitat de Catalunya.
Durant la Dictadura de Primo de Rivera va ser membre del Comitè per la Llengua Catalana de curta durada per les circumstàncies. També impulsà la creació a França de la Société d'Éditions Raimonde Llulle per conservar l'acció de l'Associació Protectora de l'Ensenyança Catalana.
Durant la Generalitat republicana continuà impulsant l'obra de la Protectora. Amb l'esclat de la Guerra Civil i en mig de la penúria econòmica i social, es traslladà a Santa Coloma de Cervelló. Retornà a la postguerra a Barcelona i escrigué Una flama. De la meva vida, les seves memòries. A l'edat de 84 anys morí a Barcelona.
El 30 d'octubre de 1985 Sabadell li dedicà un carrer.

## Obra
- Una flama de la meva vida. Estudi introductori d'Isidre Carné. Sabadell: Col·legi Oficial de Doctors i Llicenciats en Filosofia i Lletres i Ciències de Catalunya, 1996.